# آلکساندرو آرشینل
آلکساندرو آرشینل (رومانیایی: Alexandru Arșinel) (زادهٔ ۴ ژوئن ۱۹۳۹ – درگذشتهٔ ۲۹ سپتامبر ۲۰۲۲) بازیگر، صداپیشه و کمدین اهل رومانی بود.
از فیلم‌هایی که وی در آن‌ها نقش داشته‌است، می‌توان به گردنبند فیروزه‌ای اشاره نمود.